# جین دی
جین دی (انگلیسی: Jin Di؛ زادهٔ ۱۵ دسامبر ۱۹۷۸) تیرانداز اهل چین است.
وی در مسابقات کشوری و بین‌المللی در مجموع برندهٔ ۲ مدال طلا، ۴ مدال نقره، ۸ مدال برنز شده‌است.